# Шеремета Катерина Федорівна
Катерина Федорівна Шеремета (нар. 26 вересня 1930, село Покровське, тепер Пологівського району Запорізької області) — українська радянська діячка, доярка колгоспу «Росія» Куйбишевського (Розівського) району Запорізької області. Депутат Верховної Ради УРСР 8-9-го скликань.

## Біографія
Освіта неповна середня.
З 1947 р. — колгоспниця колгоспу імені Кірова Токмацького району Запорізької області, учениця курсів комбайнерів, помічник комбайнера колгоспу імені Суворова Розівського району Запорізької області.
З 1950 р. — доярка колгоспу «Росія» села Вишневате Куйбишевського (Розівського) району Запорізької області.
Потім — на пенсії у селі Листвянка Розівського району Запорізької області.

## Нагороди
- орден Леніна
- орден Трудового Червоного Прапора
- орден Жовтневої Революції
- медалі